# Valdemar Swedenborg
Gustaf Birger Valdemar Emanuel Swedenborg, född 22 maj 1901 i Helsingborgs församling i Malmöhus län, död 5 februari 1999 i Oscars församling i Stockholm, var en svensk militär.

## Biografi
Swedenborg avlade studentexamen vid Lundsbergs skola 1919. Han avlade officersexamen vid Kungliga Krigsskolan 1921 och utnämndes samma år till fänrik vid Livregementets husarer. Han gick Arméns rid- och körskola 1922–1923 och Gymnastiska centralinstitutet 1924–1926 samt tog fältflygexamen, var fältflygare och jaktflygare vid Ljungbyhed 1927–1929 och chef för 1. jaktförbandet vid Västmanlands flygflottilj 1932–1934. Han blev gymnastikdirektör 1934, gick militär förvaltningskurs vid Intendenturförvaltningsskolan 1935–1937, befordrades till ryttmästare 1936 och utnämndes till kapten i Intendenturkåren 1937. Han var regementsintendent vid Norrlands artilleriregemente 1937–1940 och tjänstgjorde vid Arméförvaltningen 1940–1942. År 1942 befordrades han till major, varefter han var chef för Arméledningens förvaltningsdetalj vid Arméstaben 1942–1947. Han befordrades till överstelöjtnant 1947, varefter han var chef för Intendenturförvaltningsskolan 1947–1951 och chef för Drivmedelsbyrån i Intendenturavdelningen vid Arméförvaltningen 1951–1954, befordrad till överste 1953. Åren 1954–1961 var han chef för Drivmedelsbyrån vid Arméintendenturförvaltningen.
Swedenborg var sakkunnig i Försvarets arvodesutredning 1943–1944 och 1946–1947 samt expert i Arméns officersutbildningskommitté 1944–1945 och expert i Försvarets upplysningsutredning. Han var ordförande i verkställande utskottet i Sveriges militära idrottsförbund 1955–1961 och konsult åt Svenska BP 1961–1972.

## Familj
Swedenborg var son till ryttmästare Emanuel Swedenborg och Ester Holm. Han gifte sig 1932 med Brita Drakenberg (född 1911).